# Lorcán mac Fáeláin
Pour les articles homonymes, voir Mac Fáeláin.
Lorcán mac Fáeláin (mort en 943) est un roi de Leinster du sept Uí Dúnchada des Uí Dúnlainge, une lignée des Laigin. Ce sept avait sa résidence royale à Líamhain (Lyons Hill (en), à la frontière entre le comté de Dublin et celui Kildare). Il était le fils aîné de Fáelán mac Muiredaig (mort en 942), un précédent monarque.

## Règne
Lorcán mac Fáeláin, succède à son père Fáelán mac Muiredaig comme roi de Leinster en 942. Il disparaît dès l'année suivante, tué dans un combat contre les scandinaves. Il est remplacé par Bróen mac Máelmórda, un roi du sept rival des Ui Fáeláin, l'un des trois septs rivaux des Uí Dúnlainge qui se disputaient le pouvoir dans le royaume du Leinster. Il laisse trois fils 
- Cathal mort en 954
- Cerball mort en 967
- Domnall Claen mac Lorcáin qui sera aussi ultérieurement roi de Leinster[4].

## Sources
- Livre de Leinster, Rig Laigin et Rig Hua Cendselaig sur CELT: Corpus of Electronic Texts at University College Cork